# Franc Cimerman
Franc Cimerman, slovenski geolog, mikropaleontolog, * 22. november, 1933, Kranj - u. 2015
Po Diplomi 1958 na ljubljanski Naravoslovnotehniški fakulteti se je izpopolnjeval na Dunaju in Parizu. Do leta 1979 je bil muzejski svetovalec v Prirodoslovnem muzeju Slovenije, nato strokovni svetnik in po magisteriju 1985 raziskovalni svetnik na Paleontološkem inštitutu Ivana Rakovca pri Slovenski akademiji znanosti in umetnosti. Podal je najpopolnejši pregled oligocenskih foraminifer v Sloveniji. Sam ali v soavtorstvu je napisal več članov, elaboratov in samostojnih poljudnoznanstvenih sestavkov.